# (4674) Pauling
(4674) Pauling est un astéroïde de la ceinture principale, de la famille de Hungaria.

## Description
(4674) Pauling est un astéroïde de la ceinture principale, de la famille de Hungaria. Il présente une orbite caractérisée par un demi-grand axe de 1,86 UA, une excentricité de 0,07 et une inclinaison de 19,4° par rapport à l'écliptique.

## Nom
Cet astéroïde a été nommé en l'honneur du professeur Linus Pauling (1901-1994) à l'occasion de son quatre-vingt-dixième anniversaire, le 28 février 1991. Pauling a connu une longue et brillante carrière en tant que membre du corps professoral de Caltech pendant 37 ans, dont 22 ans en tant que président de la division chimie et ingénierie chimique de Caltech. Il est lauréat du prix Nobel de chimie en 1954 et de la paix en 1962. Eleanor Francis Helin, l'astronome qui a découvert cet astéroïde, et son mari Ronald, diplômé de Caltech, sont des admirateurs de longue date de Pauling. Cet hommage a été approuvé par la communauté Caltech.

## Compléments